# شاهین مالت (رمان)
شاهین مالت (انگلیسی: The Maltese Falcon) رمانی کارآگاهی از دشیل همت است که در سال ۱۹۳۰ توسط انتشارات آلفرد ای. کناف منتشر شد. اصل داستان به صورت دنباله‌دار در مجله بلک مسک از شماره سپتامبر ۱۹۲۹ منتشر شد. داستان به صورت سوم شخص بیرونی روایت می‌شود و از احساسات و افکار شخصیت‌ها چیزی گفته نمی‌شود.
شخصیت اصلی این رمان سم اسپید است. فیلم شاهین مالت (۱۹۴۱) اقتباسی است از این رمان.